# Panslavisme
Panslavisme er en politisk og kulturel ideologi som opstod i 1800-tallet. Den søger at samle alle nationer eller folk, som tilhører den slaviske stamme. Panslavismen trivedes særligt på Balkan, men også i Sovjetunionen spillede den en ideologisk rolle.
Panslavismen opstod på samme måde som pangermanismen, ud fra en følelse af fællesskab og nationalisme oplevet under Napoleonskrigene.

## Historie
Forudsætningen for panslavinismen blev skabt, da forskningen fra slutningen af det 18. århundrede begyndte at klarlægge dels de slaviske stammers ældre historie, dels de slaviske sprogs nære slægtskab. Den viden om de slaviske folks samhørighed, som disse forskninger gav, blev af stor betydning, da i en almindelig national bevidsthed begyndte at slå igennem i Europa og herunder også i de slaviske lande. Dels dannedes opfattelsen om de slaviske folkeslags ærefulde fortid, dels bevidstheden om den vældige styrke, som de slaviske stammer tilsammen repræsenterede. Sådanne tanker udgjorde en moralsk støtte for de mindre, af fremmede folkeslag (først og fremmest den tysksprogede befolkning i Østrig-Ungarn) undertrykte slaviske folk i forsøget på at hævde deres nationale rettigheder. Bevidstheden førte til tanker om at "genoprette" den slaviske enhed ved en slags sammenslutning af de nuværende slaver.
Til en begyndelse gav disse panslavistiske stemninger sig hovedsagelig udtryk i de ulige landes skønlitteratur. Blandt de af panslavinismen inspirerede mest kendte litterære værker var den tjekkiske digter Kollar's sonnetsamling »Slavy dcera« (»Slavas Datter«) fra 1824, men efterhånden fik panslavismen også praktisk politisk betydning og antog i så henseende meget uens form i de ulige slaviske lande. I Polen og Ukraine gjorde de intet nævneværdigt fremskridt; den russiske undertrykkelse havde her kvalt den slaviske samhørighedsfølelse og fremmede i stedet en rent polsk og en rent ukrainsk nationalfølelse. Men hos de andre af tyskere, ungarere, tatarer og grækere undertrykte slaviske folk fandt de panslavistiske ideer betydelig grobund. Mindre betydning havde de forslag til gennemførelse af en alslavisk statsdannelse, der fremsattes; de var fra starten af rene fantasiforstre. En ikke ringe rolle spillede derimod de panslavistiske ideer ved de østrig-ungarske slavers seje kamp for deres nationalitet og deres bestræbelser for at omdanne Donaumonarkiet til en slavisk behersket forbundsstat. Ved en kongres mellem alle Østrigs slaver, som afholdtes i 1846, afkøledes stemningen imidlertid betydeligt, da det viste sig, at slaverne måtte tale tysk for at kunne forstå hinanden. I samme grad slavernes stilling inden for monarkiet efterhånden forbedredes, døde også dér den politiske panslavinisme hen; en levende kulturel interesse for den øvrige slaviske verden forblev imidlertid tilbage, særlig blandt tjekkerne. Blandt Balkanhalvøens slaver, serbere og bulgarer, der begge var blevne befriede ved russisk hjælp, ytrede panslavinismen sig længe som en russofil stemning. Tanken om en politisk slavisk sammenslutning nød derimod aldrig nogen tilslutning.
I Rusland fandt tanken om en slavisk samling — naturligvis under russisk ledelse — i begyndelsen blandt russiske slavofiler og kobledes sammen med deres idéer om russerne som det udvalgte folk, der var udkåret til at grundlægge en ny slavisk civilisation i stedet for den udlevede vesterlandske. Bevægelsen, som i sin russiske form snarere kunne kaldes panrussisme end panslavinisme, fik et typisk udtryk i et af Aleksandr Pusjkin udformet udtryk om de slaviske bække, som var bestemte til at gå op i det store russiske hav. Sit samlingspunkt fik denne panslavinistiske afart i et i 1858 dannet »Slavisk Velgørenhedsselskab«, som udfoldede en livlig politisk såvel som kulturel virksomhed blandt både syd- og vestslaver. En stor panslavistisk manifestation blev den Alslaviske Kongres 1867 i Moskva. Panslavistisk agitation bidrog senere til at fremkalde den bulgarske rejsning, efterfulgt af den russisk-tyrkiske krig, som skaffede Bulgarien dets frihed, hvilket kan anses for den ældre panslavinismes mest håndgribelige resultat.
Da Rusland hen imod slutningen af 19. århundrede begyndte at rette sin hovedinteresse mod Asien og det fjerne østen, svandt for en tid de politiske panslavistiske ideer i betydning. Da imidlertid Rusland efter nederlaget mod Japan 1905 atter begyndte at vende sin opmærksomhed mod det »nærmere østen«, nød de panslavistiske stemninger atter fremme. Denne »neopanslavisme« var delvis af en anden art end den ældre: det program, som nu fik tilslutning fra vide russiske kredse og langt ind i den liberale lejr, ønskede en føderationsstat af indbyrdes selvstyrende slaviske stater, kun under den russiske stats beskyttelse. Det var et program, som lettere fandt tilslutning hos andre slaviske folk, endog i Polen, men dog ved Stolypins despotiske regime atter mistede styrke. I Rusland fik panslavistiske stemninger stærkt udtryk ved balkankrigen 1912—13. Panslavistisk bestemt var tillige den russiske politik, der efter attentatet i Sarajevo bidrog til, at 1. verdenskrig brød ud. Under verdenskrigen forsøgtes panslavinismen udnyttet i den politiske propaganda, men mistede atter betydning under den efterfølgende russiske borgerkrig.
Panslavinistiske stemninger spillede en vis rolle efter verdenskrigen ved oprettelsen af Tjekkoslovakiet og af Jugoslavien (oprindeligt kaldet det Kongeriget af Serbere, Kroater og Slovenere), men det viste sig snart, at der ikke kunne skabes en bred enighed, og dette var medvirkende baggrund for kroatiske selvstændighedsforkæmperes mord på den jugoslaviske konge Alexander 1. og senere kroaternes og slovakkernes samarbejde med Nazityskland. Således døde panslavinismen endegyldigt allerede under mellemkrigstiden.